# Polygonia interrogationis
Polygonia interrogationis là một loài bướm giáp sinh sống ở Bắc Mỹ. Chúng sống trong các khu vực rừng và công viên thành phố, hay nói chung trong khu vực có cây xanh và không gian tự do. Con bướm trưởng thành có sải cánh dài 4,5-7,6 cm (1,8-3,0 in). Chúng bay là từ tháng năm-tháng chín. Trong tiếng Anh nó được gọi là Dấu hỏi "Dấu màu bạc ở mặt dưới của hindwing được chia thành hai phần, một đường cong và một dấu chấm, tạo ra một nhãn hiệu hình? Cung cấp cho các loài tên phổ biến của nó là bướm dấu hỏi."

## Hình ảnh

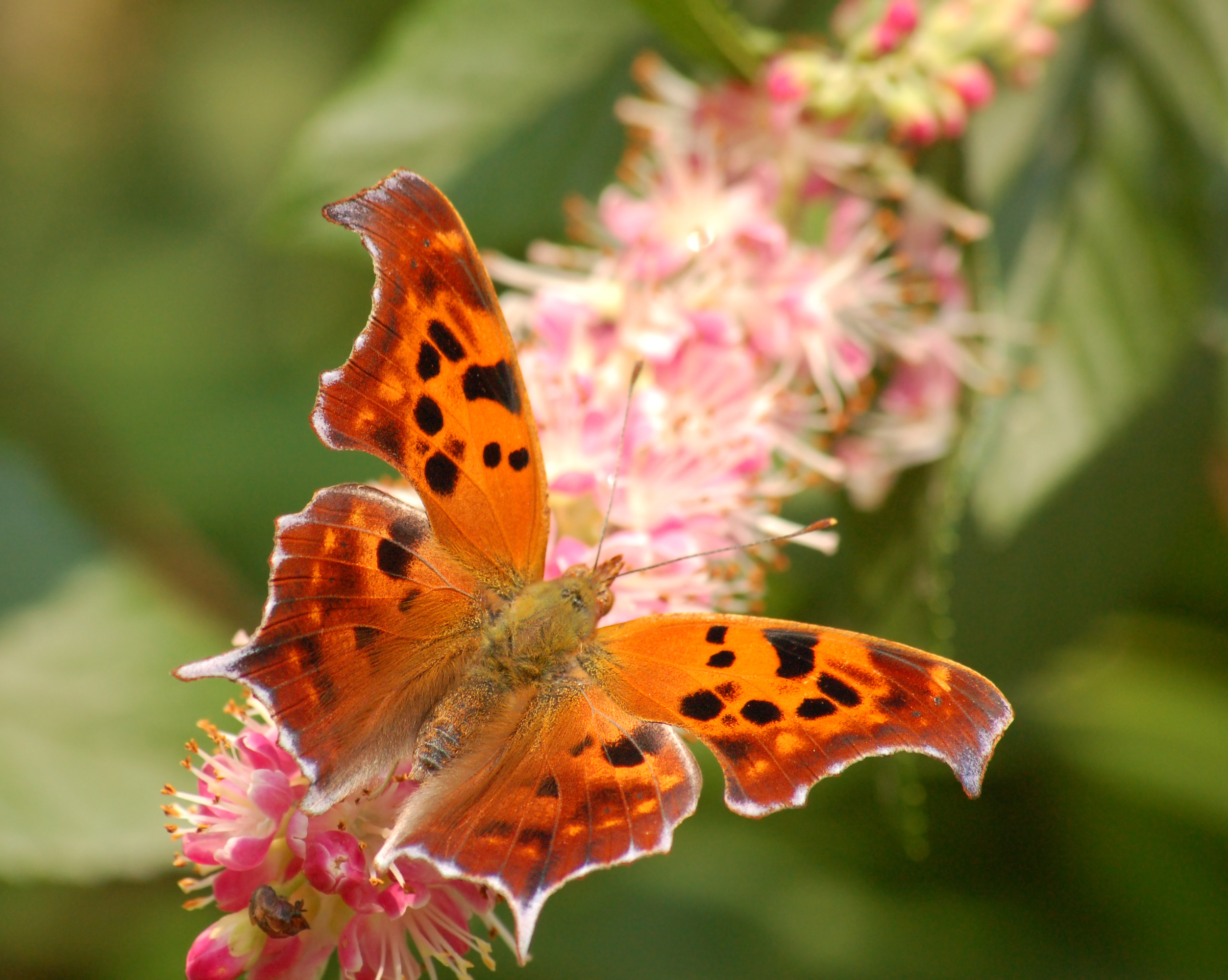
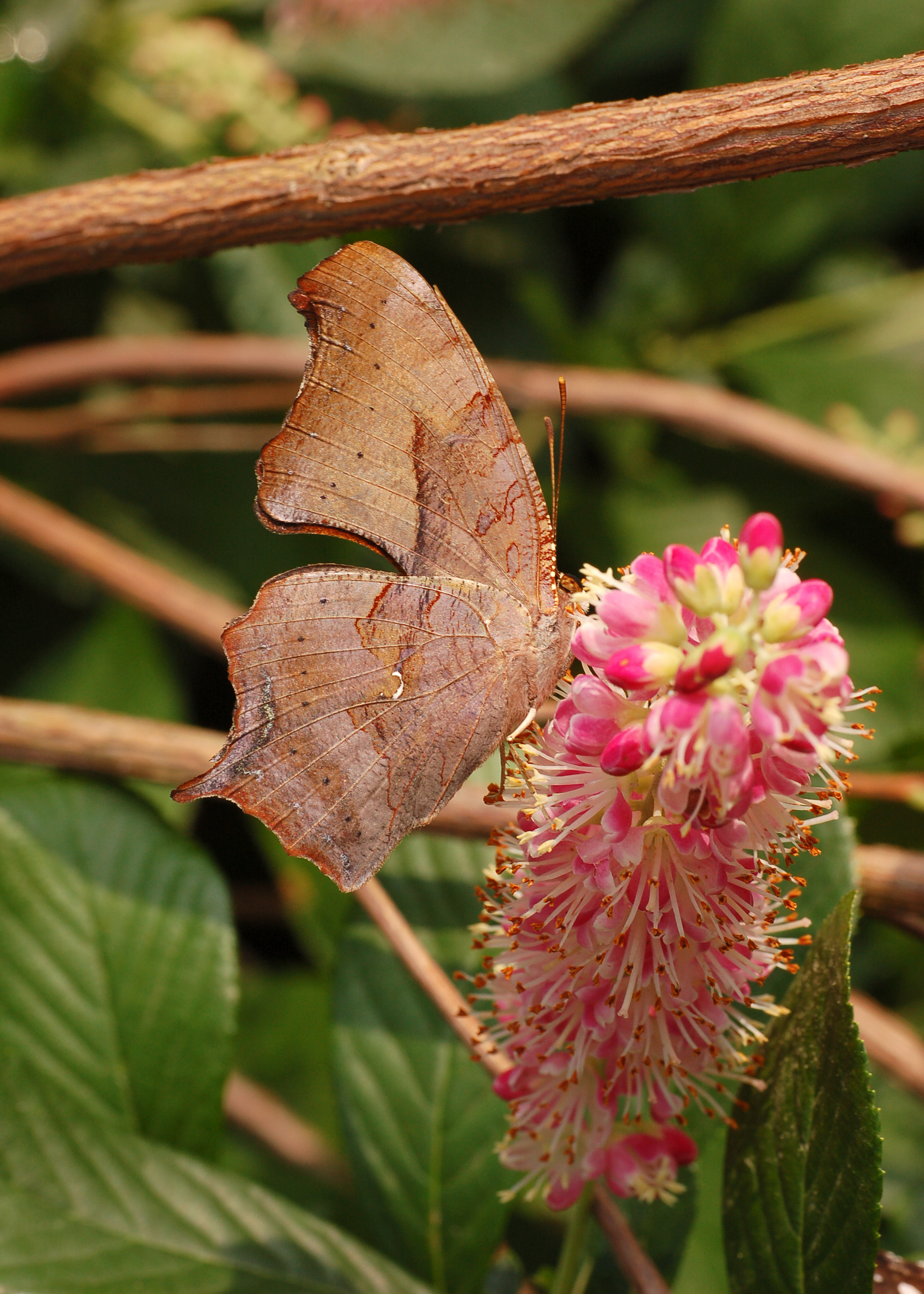
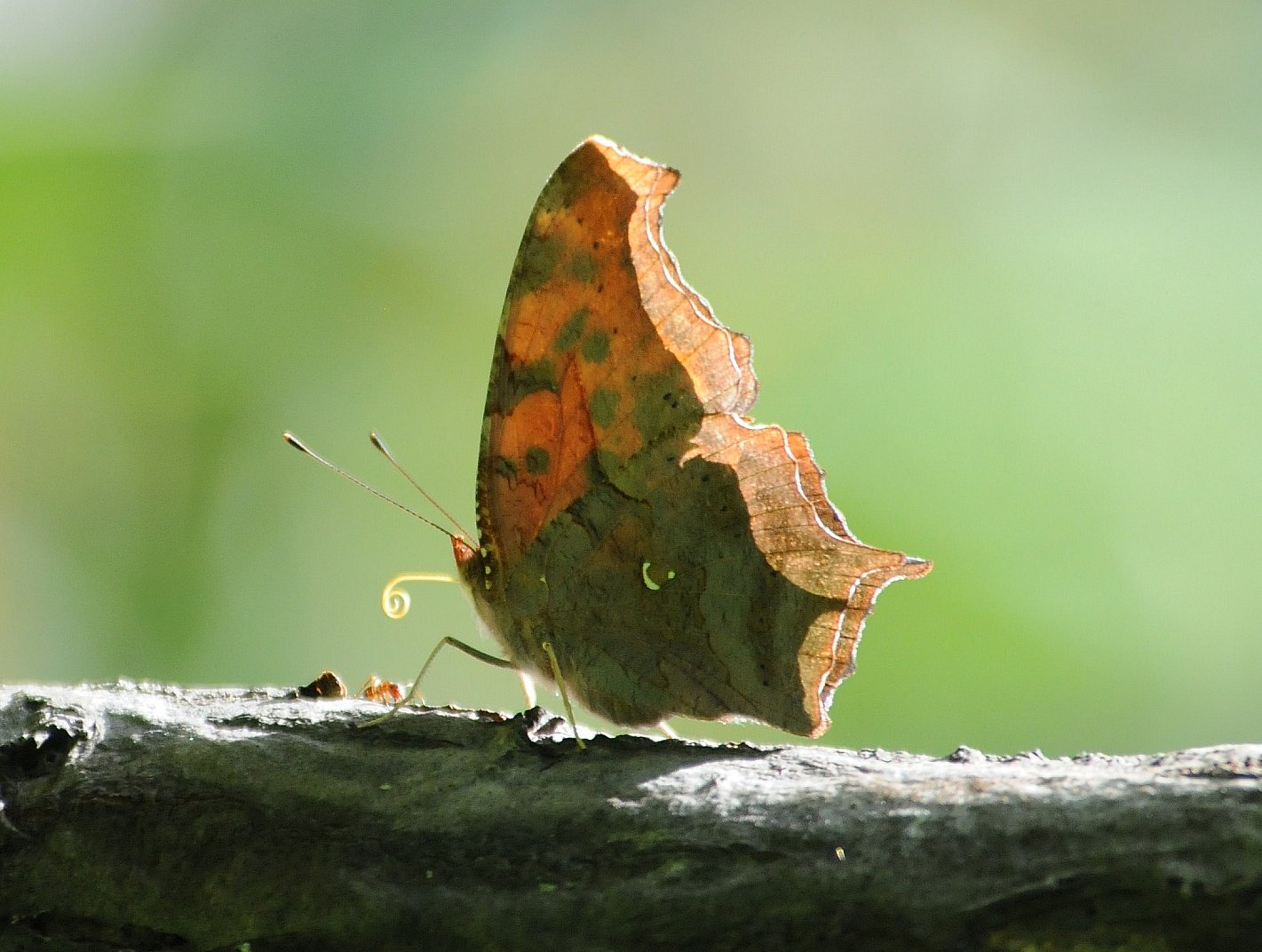
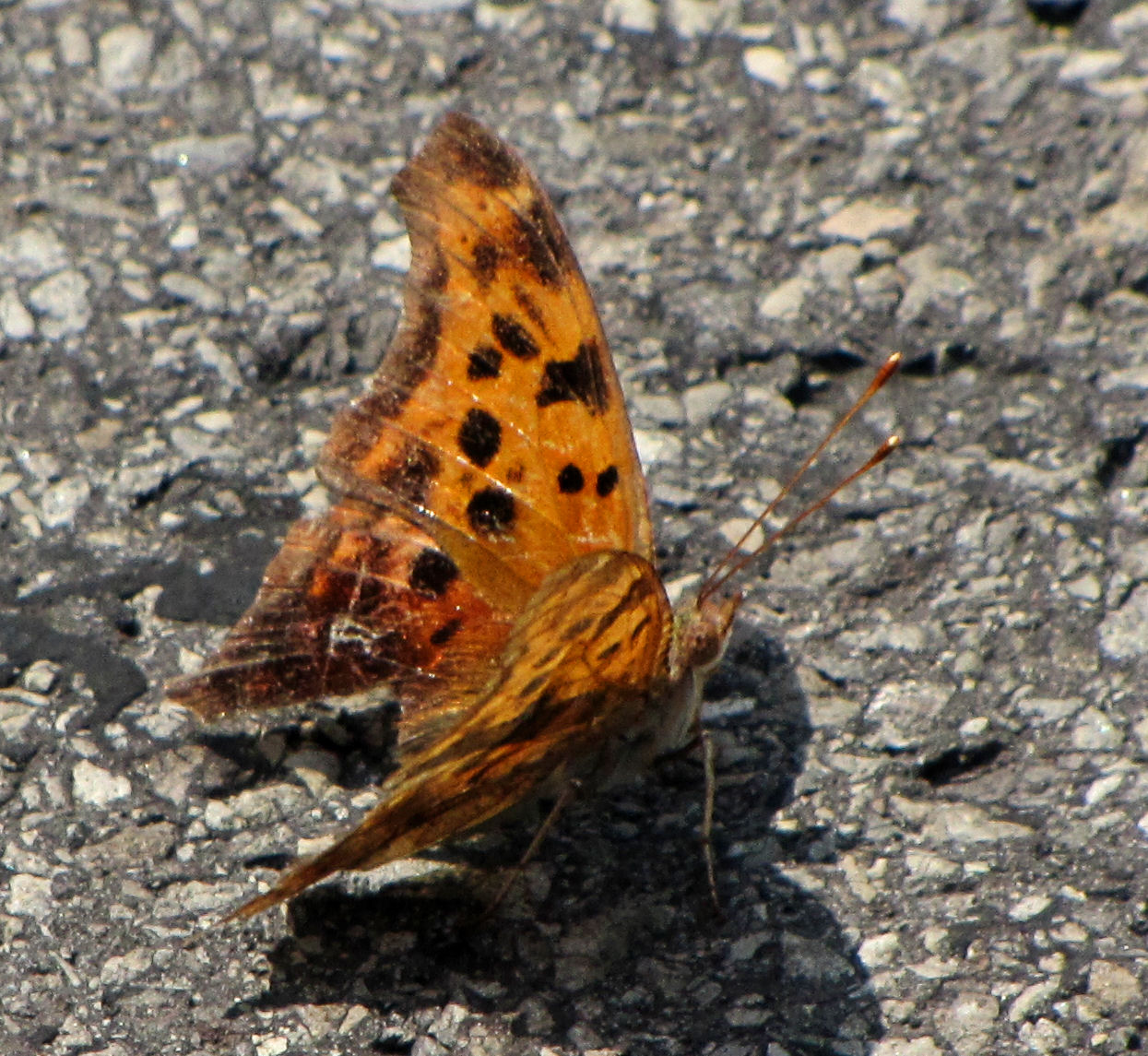
Worn wings